# Michi Dei Rossi
Giuseppe (Michi) Dei Rossi (Venezia, 22 marzo 1949) è un batterista italiano, componente del gruppo musicale Le Orme dal 1967.

## Biografia
Negli anni sessanta, Michi Dei Rossi ha suonato con il complesso Gli Hopopi, che all'epoca era un gruppo di punta sulla scena veneziana. Dopo l'entrata nelle Orme costruì il background ritmico per i fraseggi alle tastiere di Tony Pagliuca.
Durante il periodo di notorietà del gruppo - gli anni settanta - non si occupò della stesura di testi e musiche, sebbene pezzi come Aliante siano imperniati sulle strutture della sua batteria.
Durante il periodo classicheggiante del gruppo, durante il quale furono prodotti album come Florian e Piccola rapsodia dell'ape, egli portò un valente e corposo contributo melodico, esibendosi al vibrafonoː va comunque detto che Dei Rossi non rimpiange affatto quel periodo creativo del complesso.
Ha anche contribuito alla realizzazione del primo album da solista di Aldo Tagliapietra, ...nella notte.
A partire dagli inizi degli anni novanta, con l'uscita di scena di Tony Pagliuca, ha iniziato anche a contribuire alla stesura dei pezzi.